# 偕天
偕天，印度古代史诗《摩诃婆罗多》人物。他是般度族五子中最小的一位，为般度的第二位妻子玛德利召唤双马童所生，与第四子无种为双胞胎兄弟。

## 词源与别名
梵语中，「偕天」一词由（意为「偕同」）与（意为「神」）组合而来，意为「偕同天神」。无种和偕天两人皆由玛德利使用贡蒂的咒语召唤双马童所得来。因此，两人常被称为「双马童之子」（आश्विनेय）。

## 传说

### 早年
偕天之父般度遭紧陀摩仙人诅咒，无法与女性交欢；为避免绝嗣，其妻贡蒂使用从敝衣仙人处学得的神术向神明求子，并教给第二位妻子玛德利。玛德利向双马童求得二子，第二子便是偕天。之后，俱卢族与般度族跟从德罗纳接受训练。
在般度族五人娶得黑公主后，每人都与黑公主育有一子，其中偕天之子名为闻军。
在般度族与俱卢族的骰子赌局中，般度族最终满盘皆输，导致五人被流放十三年，其中一年须隐姓埋名。偕天发誓要亲手击败骰子赌局的始作俑者沙恭尼。在第十三年，偕天乔装打扮为吠舍牧牛人，在摩蹉国照看牛群。

### 俱卢之战
战前，偕天希望由摩蹉国国王毗罗吒担任般度一方主帅，但长兄坚战提名猛光。为期十八天的俱卢之战中，偕天驾驶的战车旗帜上的图样为银色天鹅。他击败了敌方多名参战者，其中有难敌的四十位兄弟、沙恭尼以及沙利耶之子。战后，偕天被封为摩德羅國国王。

### 逝世
争斗时开始之际，般度族五人偕同黑公主及一条狗前往喜马拉雅山，欲升入天国。偕天在五人中第二位倒下逝世。